# Bob Dudley

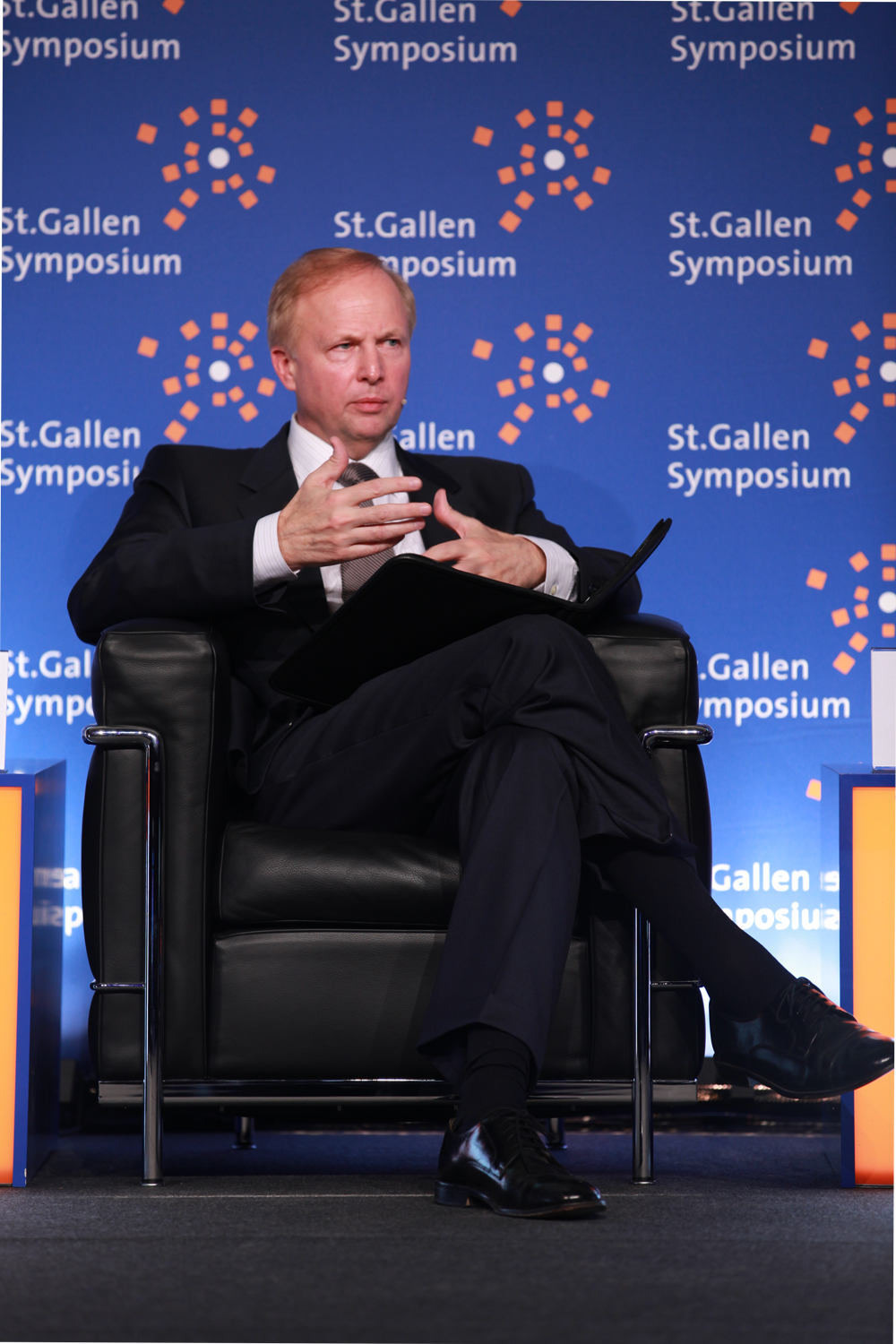
Bob Dudley am 41. St. Gallen Symposium im Mai 2011

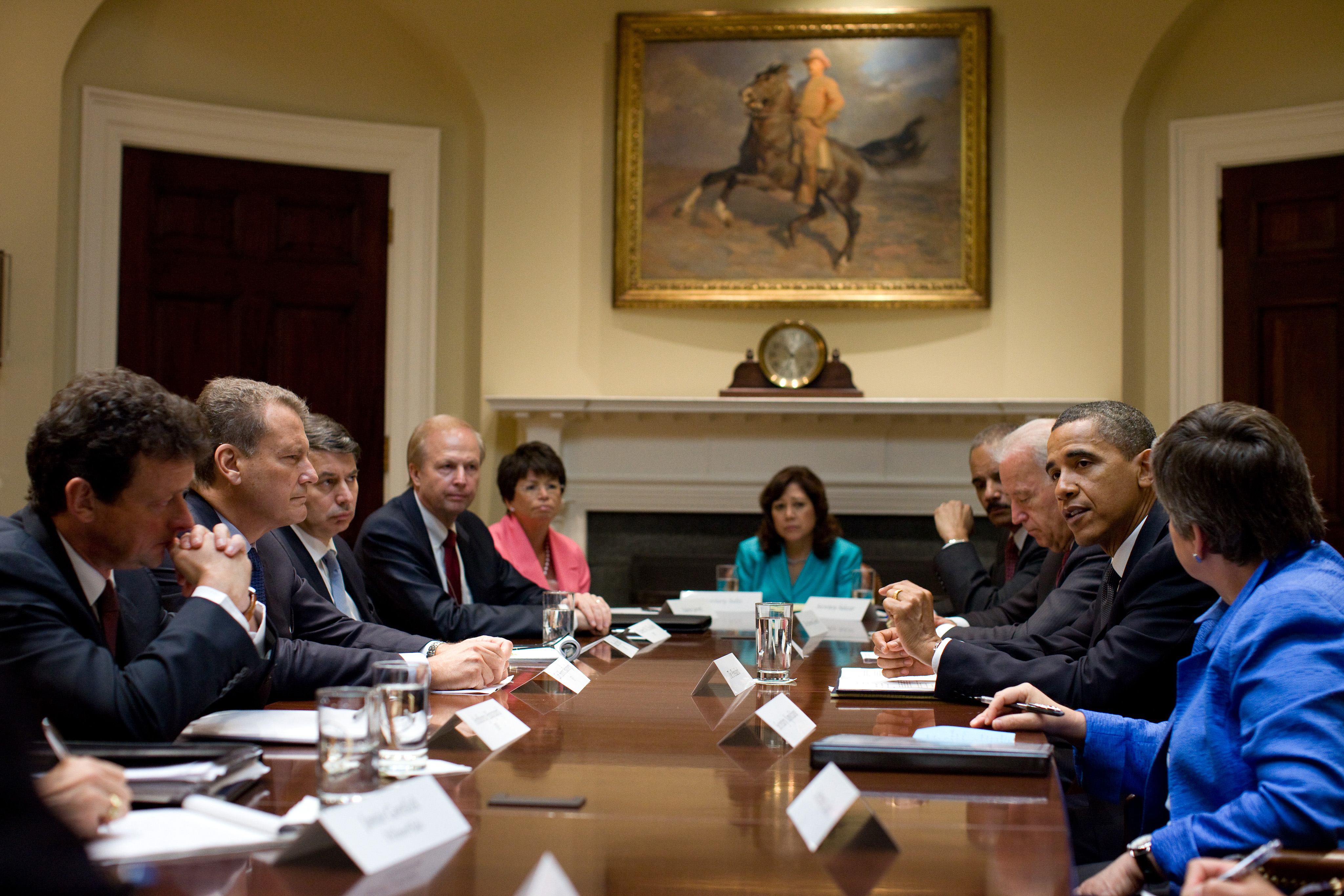
Barack Obama und Joe Biden mit den BP-Verantwortlichen im Weißen Haus, 16. Juni 2010. Von links Tony Hayward, Carl-Henric Svanberg, Rupert Bondy, Robert Dudley, Valerie Jarrett, Arbeitsministerin Hilda Solis, Attorney General Eric Holder und Heimatschutzministerin Janet Napolitano.

Robert „Bob“ Dudley (* 14. September 1955 in Queens, New York City) ist ein US-amerikanischer Wirtschaftsmanager, Vorstandsmitglied von BP und früherer Vorstandsvorsitzender der TNK-BP. Auf den Vorstandsposten der BP wurde er in Zusammenhang mit der Ölkatastrophe im Golf von Mexiko 2010 am 18. Juni 2010 berufen. Seit 1. Oktober 2010 ist er CEO von BP.

## Leben
Dudley wuchs in Hattiesburg (Mississippi) auf, erhielt einen Bachelor als Chemie-Ingenieur von der University of Illinois, einen Master in Management von der Thunderbird School of Global Management sowie einen MBA von der Southern Methodist University.
1979 trat er Amoco bei. Er arbeitete in verschiedenen Positionen und führte unter anderem Verhandlungen zum Südchinesischen Meer. Von 1994 bis 1997 arbeitete er für Amoco in Moskau. Er wurde General Manager für Strategie. Nach dem Erwerb Amocos durch BP erhielt er eine ähnliche Position bei BP. Von 2003 bis 2008 war er Präsident und Chief Executive von TNK-BP.
2009 wurde er Direktor bei BP und bekam die Aufsicht über die Aktivitäten der Gesellschaft in Nord- und Südamerika und Asien.
2010 wurde er der BP-Verantwortliche für die Organisation der Arbeiten im Zusammenhang mit dem Ölaustritt im Golf von Mexiko. Er ist verantwortlich für die Aufräum- und Säuberungsarbeiten im Golf, die Zusammenarbeit mit den Behörden, die Information der Öffentlichkeit über die BP-Aktivitäten rund um das Desaster und die Schadensanalyse.
Am 1. Oktober 2010 löste Dudley Tony Hayward als CEO bei BP ab.